# Renvoi relatif au Régime d'assistance publique du Canada (C.-B.)
Le Renvoi relatif au Régime d'assistance publique du Canada (C.-B.) est un avis constitutionnel important rendu  par la Cour suprême du Canada en 1991. La Cour a jugé que les tribunaux ont un pouvoir discrétionnaire résiduel de refuser de répondre aux questions de renvoi lorsque le contenu juridique est insuffisant ou lorsque le tribunal serait incapable de fournir une réponse complète et précise.

## Les faits
En vertu du Régime d'assistance publique du Canada (un arrangement fiscal fédéral-provincial), le Parlement du Canada assumait 50 pour cent des coûts de l'assistance et de l'aide sociale dans la province de la Colombie-Britannique. L'article 8 du régime prévoyait que les accords conclus entre le gouvernement fédéral et les provinces à cet égard resteraient en vigueur aussi longtemps que la loi provinciale pertinente serait en vigueur, sous réserve d'une résiliation par consentement ou unilatéralement par l'une ou l'autre des parties en donnant un préavis d'un an.
En 1990, le gouvernement fédéral a présenté un projet de loi fixant un plafond pour l'Ontario, la Colombie-Britannique et l'Alberta. Le lieutenant-gouverneur en conseil de la Colombie-Britannique a posé deux questions constitutionnelles à la Cour d'appel de la Colombie-Britannique  pour déterminer :
« 1. Si le gouvernement du Canada a compétence pour limiter son obligation découlant du Régime et de l'accord intervenu entre lui  et la Colombie‑Britannique
2. si les conditions de l'accord, la conduite subséquente du gouvernement du Canada dans l'exécution de cet accord et les dispositions du Régime permettent de s'attendre légitimement à ce que le gouvernement du Canada ne dépose devant le Parlement aucun projet de loi tendant à limiter, sans le consentement de la Colombie‑Britannique, l'obligation que lui impose l'accord ou le Régime. »

## Avis de la Cour suprême
« La première question constitutionnelle reçoit une réponse affirmative.  La seconde question constitutionnelle reçoit une réponse négative. »

## Motifs de l'avis
La Cour a jugé que la question était justiciable car elle comportait un élément juridique. Sur la base des faits, la Cour a conclu que la politique fédérale était constitutionnellement valide. La Cour a jugé que le pouvoir d'adopter, d'abroger ou de modifier des lois relève bien de la sphère parlementaire. 
La Cour a également examiné la Loi d'interprétation qui énonce explicitement ces pouvoirs. En fin de compte, la Cour s'est fondée sur la Loi d'interprétation dans sa décision, bien qu'elle ait déclaré que le Parlement n'aurait pas été empêché d'exercer ses pouvoirs en l'absence de celle-ci.

### Inopposabilité de l'argument de l'expectative légitime
La province a fait valoir que le gouvernement fédéral a créé une expectative légitime en raison des termes employés dans la loi statutaire qui créait le régime. La province a soutenu qu'une modification au Régime nécessitait le consentement provincial avant qu'un changement soit apporté. 
Le juge Sopinka a jugé qu'exiger le consentement de la province avant de permettre au Parlement de modifier la loi statutaire produirait une condition de fond inconstitutionnelle, car le Parlement ne peut être limité dans son action que par une condition de forme, au sens de l'arrêt Attorney-General for New South Wales c. Trethowan  de 1932. Dans cet arrêt, il fut jugé que créer une condition de forme sur une condition de forme (exiger un référendum pour la tenue d'un référendum) équivalait à créer une condition de fond inconstitutionnelle. Or, la loi canadienne n'est pas inconstitutionnelle pour cette raison. La doctrine de l'expectative légitime ne peut pas servir à créer une condition de fond ou à créer des droits fondamentaux, elle n'intervient que dans le cadre des règles d'équité procédurale en droit administratif.
Il ne s'agit pas non plus d'une condition de forme car la loi ne possède pas les attributs des règles de lois quasi constitutionnelles ou constitutionnelles comme la Charte canadienne des droits et libertés ou la Déclaration canadienne des droits, où le Parlement utilise un mécanisme législatif pour se lier pour l'avenir sur une question de forme.
En conséquence, en vertu de sa souveraineté parlementaire, le Parlement du Canada dispose  du pouvoir de défaire un contrat inter-gouvernemental sans que cela ne viole une condition de fond (aucune limite excessive à l'exercice de la souveraineté parlementaire) ou une condition de forme (aucune violation des règles de la Charte canadienne) de la Constitution du Canada.